# 4283 Штеффлер
4283 Штеффлер (4283 Stöffler) — астероїд головного поясу, відкритий 23 січня 1988 року.
Тіссеранів параметр щодо Юпітера — 3,420.